# إدوارد إل. غاردن
إدوارد إل. غاردن هو سياسي أمريكي، ولد في 1873، وتوفي في 1936. انتخب عضو مجلس ولاية داكوتا الشمالية ‏ وانتخب عضو مجلس نواب داكوتا الشمالية ‏.